# F-Zero (videojuego)
F-Zero (エフゼロ Efu Zero?) es un videojuego de carreras futurístico desarrollado por Nintendo EAD y publicado por Nintendo para la consola Super Nintendo Entertainment System (SNES). El juego fue lanzado en Japón el 21 de noviembre de 1990, en Estados Unidos el 23 de agosto de 1991 y en Europa el 4 de junio de 1992. F-Zero es el primer título de la serie del mismo nombre y fue uno de los dos principales títulos de lanzamiento de la SNES en Japón, pero también estuvo acompañado de otros juegos durante el lanzamiento de la consola en Estados Unidos y Europa. A finales de 2006, F-Zero fue publicado para la plataforma de la Consola Virtual de Wii.
El juego se desarrolla en el año 2560, en donde las personas multimillonarias, quienes llevan una vida sedentaria y desahogada, crearon una nueva forma de entretenimiento basada en la antigua Fórmula 1, llamada «F-Zero». El jugador puede elegir de entre cuatro personajes disponibles, los cuales poseen sus respectivos vehículos voladores, cada uno con características únicas. El jugador puede competir contra los otros personajes que son controlados por la consola a lo largo de quince pistas divididas en tres torneos principales.
F-Zero es considerado por la crítica como el juego que llegó a sentar las bases para el género de carreras dentro de los videojuegos, además de la creación del subgénero futurista. Las reseñas dedicadas al juego elogiaron su desafiante y dinámico sistema de juego, la variedad de pistas disponibles y la amplia aplicación del modelo gráfico denominado «Modo 7». Esta técnica de manejo de gráficos fue una innovación tecnológica para el tiempo en que el juego salió a la venta, pues creaba un efecto realista dentro del aspecto visual del título. Como resultado de ello, el juego revolucionó el género y posteriormente motivó a otras compañías a desarrollar una cuantiosa cantidad de juegos de carreras. En reseñas modernas, se ha argumentado que el juego debió incluir un sistema multijugador. F-Zero entró a la línea de juegos Player's Choice por haber alcanzado la cifra de un millón de copias vendidas.

## Argumento y escenario
En el año 2560, la humanidad se ha extendido por el universo, entrando en contacto con diferentes formas de vida alienígenas, lo que resultó en la expansión del sistema social y político de la Tierra. Esto estableció unas fructíferas relaciones tanto culturales y tecnológicas como comerciales entre diversos planetas con la humanidad. Los multimillonarios que obtuvieron beneficios e influencia debido a los intercambios económicos a nivel intergaláctico, llegaron a conseguir un estilo de vida desahogado y lleno de lujos, aunque debido a la escasa cantidad de entretenimiento que tenían, idearon una nueva forma de diversión basada en las viejas carreras de Fórmula 1 en la que los automóviles utilizados flotarían a una cierta altura por sobre el asfalto de las pistas de carreras —se menciona en el instructivo del juego que estos flotan a un pie del suelo—. Estas carreras fueron denominadas «F-Zero» después de que llegaran a ser populares entre el público. El título da a conocer a los primeros pilotos de la serie: Captain Falcon, Dr. Stewart, Pico y el Samurai Goroh. IGN comentó que gracias a este juego Captain Falcon «fue lanzado a la fama», ya que él era «el personaje estelar». Un cómic de ocho páginas se incluyó en el manual para SNES, en la que el lector podía seguir una de las aventuras de Captain Falcon como cazarrecompensas.

## Sistema de juego

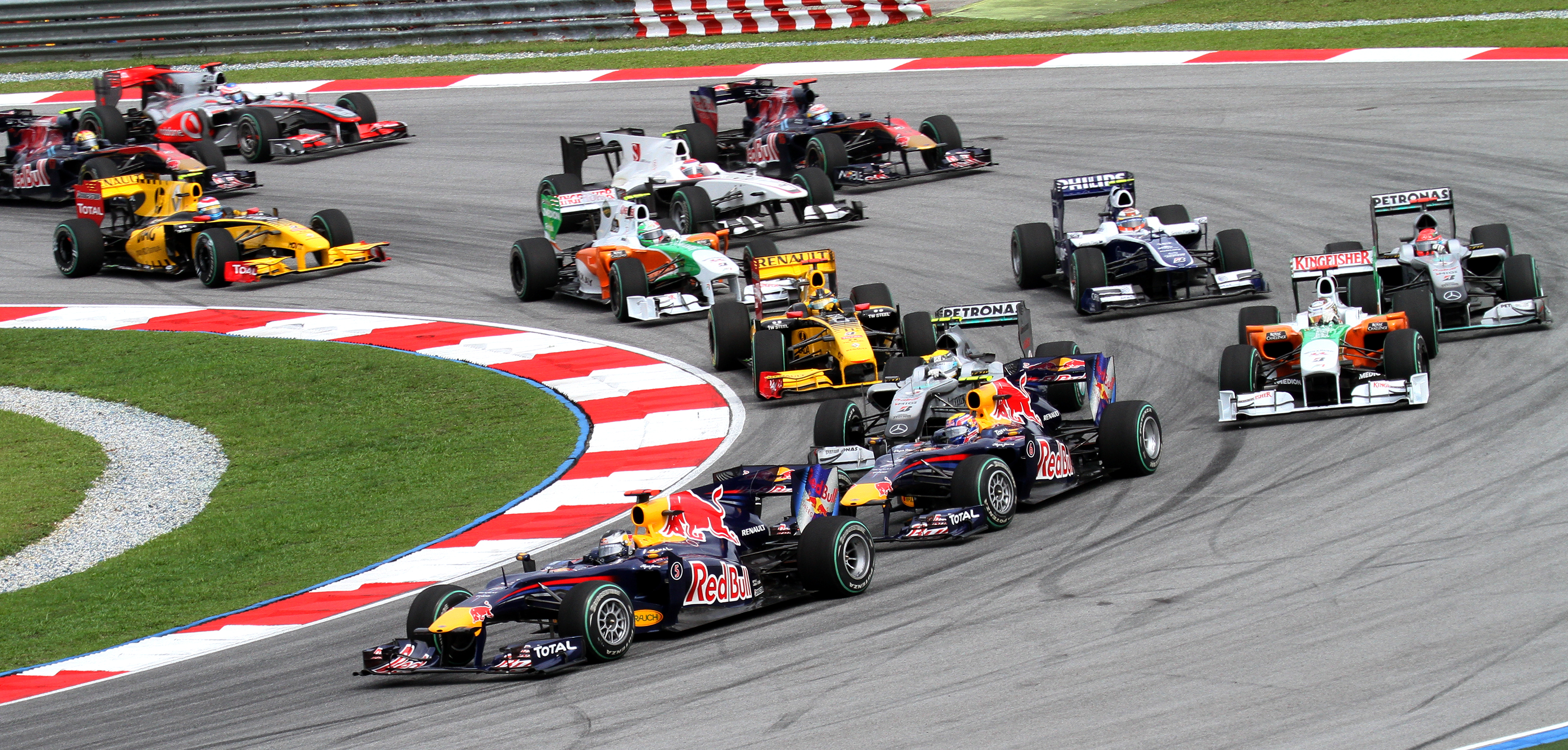
De acuerdo con el argumento del juego, los torneos F-Zero existen debido a la falta de entretenimiento entre las familias multimillonarias del futuro, por lo que reinventaron las carreras de la antigua Fórmula 1 a manera de solución. En la imagen, una carrera en plena competencia.

F-Zero es un juego de carreras futurístico en donde los personajes controlan automóviles voladores impulsados por plasma y compiten en un torneo intergaláctico a velocidades superiores a los 500 km/h. En total hay cuatro personajes que poseen su propio vehículo, teniendo cada uno características y propiedades diferentes. El objetivo del juego es derrotar a los demás personajes al cruzar la línea de meta al final de una carrera, evadiendo ciertas zonas de daño dentro de las pistas como pueden ser partes resbaladizas o imanes que empujan al automóvil fuera de la pista con el fin de que este sufra daños y pierda la carrera. Cada vehículo posee su propio medidor de energía, la cual funciona como una forma de medir la durabilidad de las máquinas; esta a su vez disminuye cada vez que el jugador pasa por una zona arenosa o colisiona contra otro auto. La energía puede reponerse mientras se conduce sobre un pit stop, que se encuentra generalmente ubicado cerca de la línea de salida, en rectas dentro de la pista o en alguna de las áreas circundantes de la misma.
Una carrera en F-Zero consiste en dar cinco vueltas a lo largo de una pista, mientras se le exige al jugador completar cada una de ellas en uno de los primeros lugares para evitar ser descalificado. Cuando una vuelta se completa el jugador es recompensado con un poder llamado «Super Jet», cuya duración es de seis segundos más o menos, además de un cierto número de puntos dependiendo de la posición en que el auto llegue. Un comando mostrado en pantalla parpadea de color verde para indicar que puede usarse el poder, aunque el jugador puede usarlo tres veces como máximo, siempre y cuando se activen sucesivamente durante ese pequeño lapso de tiempo. Si se consigue una cierta cantidad de puntos, se puede optar a un «vehículo de respuesto», lo que le da al jugador una nueva oportunidad de competir en la carrera. Las pistas pueden incluir dos métodos diferentes para hacer acelerar los vehículos por un cierto lapso. Hay placas que permiten hacer saltar a los autos por unos cuantos segundos, con las que se pueden acortar ciertos tramos de la pista, y en ocasiones aumentan la velocidad de los vehículos que pasan por ellas; sin embargo, el jugador debe de aterrizar adecuadamente pues de lo contrario su auto puede dañarse debido al impacto con el suelo. Entre tanto, otro tipo de placas posibilitan acelerar a los vehículos por un cierto período de tiempo, a costa de tener que perder parte de control sobre el auto en cuestión. F-Zero incluye dos tipos de juego. En el modo Grand Prix, el jugador elige una liga, y con ello, las carreras que contendrá contra los otros vehículos. El otro es el modo de práctica; en él se pueden completar siete pistas del modo Grand Prix, donde el jugador puede adquirir experiencia para competir en el Grand Prix.
F-Zero tiene quince pistas divididas en tres campeonatos: «Knight», «Queen» y «King». La dificultad varía dependiendo del torneo, además de que el jugador puede elegir el nivel al que desea competir. El juego contiene a su vez, tres niveles de dificultad: principiante, estándar y experto. El nivel maestría puede ser desbloqueado una vez que cierta liga es completada en el nivel experto y solamente esa liga podrá ser jugada en dicho modo, en tanto que para acceder a ese modo dentro de otras pistas, se ha de hacer el mismo procedimiento. Las pistas de Death Wind, Port Town y Red Canyon tienen pasadizos secretos que no son accesibles en la primera vez que se juegan dichas pistas, sino hasta que se vuelven a jugar por segunda vez, lo que permite competir una nueva versión de esas pistas. A diferencia de otros títulos de F-Zero, hay tres diferentes versiones de la pista Mute City dependiendo si se corre de día, por la tarde o en la noche dentro del juego. En BS F-Zero 2, Mute City IV continúa la temática anterior, incluyendo una versión donde se las carreras se llevan a cabo por la mañana.

## Producción y audio
| Director                         | Kazunobu Shimizu                                               |
| Dirección de programación        | Yasunari Nishida                                               |
| Diseño artístico y de personajes | Masanao Arimoto Takaya Imamura                                 |
| Música                           | Naoto Ishida Yukio Kaneoka Yumiko Kanki                        |
| Diseño gráfico                   | Naoki Mori                                                     |
| Programadores                    | Katsuyasu Ando Norihiro Aoyagi Hideyuki Sugawara Wataru Tanaka |
| Productores                      | Shigeru Miyamoto                                               |
| Productor ejecutivo              | Hiroshi Yamauchi                                               |
| Soporte técnico                  | Shigeki Yamashiro                                              |
| Referencias                      | [ 18 ]                                                         |

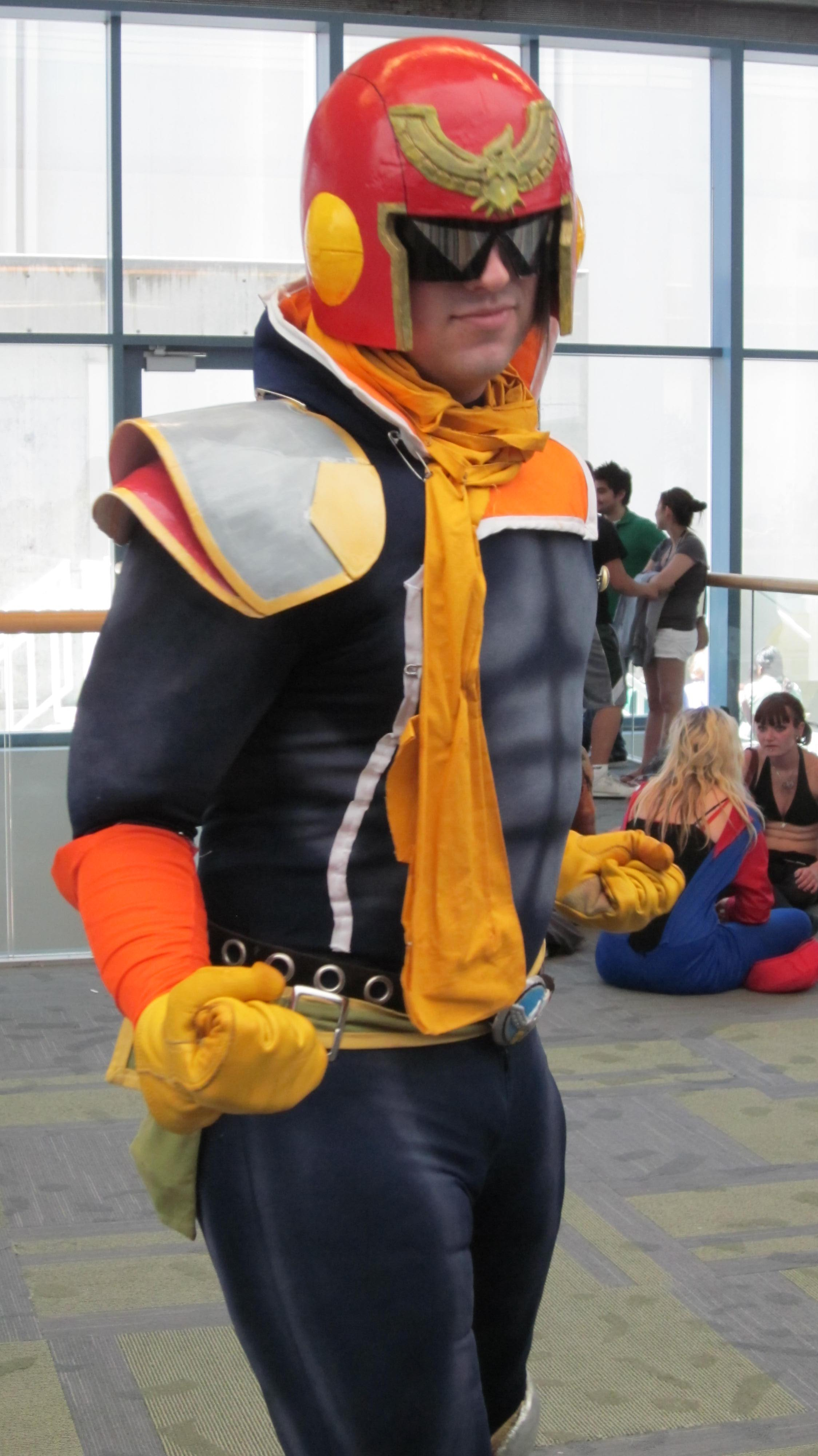
F-Zero es considerado el precursor del género de carreras en el mundo de los videojuegos. Además, su personaje principal, el Captain Falcon es un importante personaje dentro de Nintendo pues ha aparecido en diferentes títulos y series de dicha compañía. En la imagen, una persona disfrazada del personaje en cuestión.

F-Zero fue uno de los títulos de lanzamiento para la SNES, en el que al grupo de Nintendo Entertainment Analysis and Development le tomó quince meses aproximadamente terminar el desarrollo total del juego. En Japón solo este juego y Super Mario World estaban disponibles en el mercado al momento del estreno de la SNES. En Estados Unidos y Europa, Super Mario World venía incluido con la consola junto a otros títulos diferentes como Pilotwings (el cual demostraba una capacidad gráfica de la consola llamada «Modo 7», la cual podía ejecutar imágenes con efectos parecidos a los 3D), SimCity y Gradius III. El juego fue producido por Shigeru Miyamoto y diseñado por Isshin Shimizu. Podía ser descargado en Japón mediante un accesorio llamado Nintendo Power y fue lanzado a manera de demo para la Nintendo Super System en 1991. Takaya Imamura, uno de los responsables del diseño artístico del juego, se sorprendió que el equipo de desarrollo le hubiera permitido crear libremente los personajes y escenarios de F-Zero, a pesar de que este fue su primer trabajo como diseñador para videojuegos.
Algo destacable del desarrollo de F-Zero fue el uso de las gráficas del llamado Mode 7. Este a su vez, es una forma de mapeado de texturas que estaba disponible en la SNES, el cual generaba gráficos rasterizados sobre un plano que podía ser rotado y ser digitalizado a cualquier escala, lo cual simulaba entornos y escenarios parecidos a 3D sin la necesidad de procesar algún tipo de polígono.  El Modo 7 aplicado en F-Zero consiste en una capa gráfica superpuesta sobre los escenarios que rotaba y adquiría las proporciones adecuadas alrededor del vehículo del jugador. Esta capacidad de pseudo-3D de la SNES fue utilizada tanto para F-Zero como Pilotwings, a lo que 1UP.com mencionó que ambos juegos «lograron salir a la luz solo por hecho de que [los diseñadores] quisieron relucir estas cualidades gráficas».
Un álbum de jazz de F-Zero fue publicado el 25 de marzo de 1992 en Japan por Tokuma Japan Communications. El disco contiene doce melodías compuestas por los artistas Yumiko Kanki y Naoto Ishida, e interpretadas por Robert Hill y Michiko Hill. El álbum también contiene material de Marc Russo (saxofones) de la banda Yellowjackets y de Robben Ford (guitarra eléctrica).

## Recepción y legado
F-Zero entró a la línea de juegos Player's Choice debido a que alcanzó ventas de más de un millón de copias. F-Zero fue elogiado ampliamente por la crítica debido a su realismo gráfico, y es considerado como el juego de carreras en pseudo-3D más rápido y más fluido de su tiempo. En general, se considera que el desarrollo de un Modo 7 gráficamente envolvente fue lo que dio éxito al juego. Tom Bramwell de Eurogamer señaló que el Modo 7 mostraba gráficas un tanto singulares para aquel tiempo, lo que causó que mencionara que se trataba de algo «inaudito» para la SNES. Esta técnica de renderizado gráfico era una innovación dentro del campo tecnológico de aquel tiempo, lo que permitió que se pudieran desarrollar juegos de carreras más realistas, partiendo por F-Zero. Jeremy Parish de Electronic Gaming Monthly dijo que el Modo 7 creaba el «juego de carreras más convincente que jamás se haya visto para consolas caseras». Parish comentó que F-Zero usó la tecnología de la SNES «para darle a los jugadores una experiencia más auténtica y alucinante, incluso aún más que las que ofrecen las arcadias». Ravi Hiranand de 1UP.com también se mostró a favor del punto anterior, mencionando que el acoplamiento entre las carreras de alta velocidad y el movimiento gráfico eran superiores a comparación con otros títulos de anteriores consolas. Peer Schneider de IGN aseguró que F-Zero fue uno de los pocos juegos de la era de 16 bits en «combinar perfectamente la presentación y capacidades técnicas para la producir una novedosa experiencia dentro de los videojuegos». El juego también fue laureado por la diversidad de circuitos y pistas que contiene, asimismo por sus niveles de dificultad. Jason D'Aprile de GameSpy opinó que el título «ocupa una cierta delicadeza. Tienes que practicar mucho, tener buena memorización y además un agudo sentido de maniobra con el control». Matt Taylor de The Virginian-Pilot indicó que el juego trata más sobre «reflejos que sobre realismo», pero criticó el hecho de no poder guardar la partida entre carreras. De igual manera, la banda sonora de F-Zero fue aceptada mayoritariamente por la prensa.
En una reseña retrospectiva realizada por GameSpot, Greg Kasavin argumentó que los controles y el diseño musical de F-Zero eran buenos. Kasavin dijo que el juego ofrecía un excelente sistema de juego, con un «equilibrio perfecto entre una agradable facilidad de juego y una verdadera sensación de profundidad». Varias reseñas de este estilo, mencionan que el juego debió haber incluido una función para un sistema multijugador. Lucas Thomas de IGN criticó la ausencia de un argumento concreto y mencionó que F-Zero «no tiene el mismo impacto en estos días» sugiriendo que «las secuelas para la Game Boy Advance retomaron muchos de los elementos que dejó su predecesor».
A menudo F-Zero se considera el pionero en estandarizar el género de carreras dentro de los videojuegos y por haber inventando el concepto de «carrera futurista» dentro de los subgéneros de los videojuegos. En 2003, IGN consideró al juego como el 91.° mejor juego de la historia mencionando la originalidad de su sistema de juego considerando la época de su lanzamiento, mientras que en 2005 alcanzó la posición 97.° en donde se mencionó que es considerado aún «como uno de los mejores títulos de carreras de todos los tiempos». En un concurso para celebrar el décimo aniversario de GameFAQs en 2005, los usuarios del sitio votaron por F-Zero como el 99.° mejor juego de la historia. ScrewAttack en una lista similar consideró que el juego era el 18.° mejor título de la SNES. F-Zero revitalizó el género de carreras lo que conllevó la creación de nuevos títulos dentro de dicha categoría, los cuales se ambientaron tanto fuera como dentro de la temática futurista, como la serie de Wipeout. El presidente de Amusement Vision, Toshihiro Nagoshi, declaró en 2002 «[F-Zero] me enseñó cómo debía ser un buen juego», y que lo influyó para desarrollar el juego Daytona USA y otros títulos de carreras. Dicha compañía colaboró junto a Nintendo para producir los juegos F-Zero GX y F-Zero AX, con Nagoshi como uno de sus coproductores.

### Secuelas
Nintendo en un principio deseó desarrollar la secuela del primer F-Zero para la SNES, sin embargo, fue difundido en varias ocasiones a los suscriptores del sistema St.GIGA que era un servicio de la Satellaview, que a su vez figuraba como un complemento para la Super Famicom. Mediante el uso de este dispositivo, los jugadores podían descargar el juego vía satélite y guardarlo en una memoria flash. La secuela fue lanzada bajo los títulos japoneses de BS F-Zero Grand Prix y BS F-Zero Grand Prix 2 a mediados de los años 1990, logrando ser con ello las segundas entregas de la serie. Hay pistas que a manera de continuación fueron nombradas a partir de otras existentes en F-Zero—tal como «Mute City IV», puesto que Mute City I-III aparecieron en el juego original. BS F-Zero Grand Prix contiene una pista nueva, además de contener las otras quince que aparecieron en el título principal, e incluso ofrece a los jugadores cuatro nuevos diferentes automóviles. De acuerdo a la revista Nintendo Power, se tenía planeado que el lanzamiento de ambos juegos para su versión americana mediante varios cartuchos. IGN comentó que BS F-Zero Grand Prix 2 incluía una nueva liga de competición, la cual tiene cinco pistas nuevas, el modo Grand Prix y una opción para practicar carreras.
Aunque la serie de F-Zero hizo su transición hacia gráficos en 3D verdaderos para Nintendo 64 con el lanzamiento de F-Zero X en 1998, las gráficas y efectos del Modo 7 continuaron usándose para las versiones de Maximum Velocity y GP Legend, ambos para la consola portátil Game Boy Advance. La tercera secuela, F-Zero: Maximum Velocity, fue lanzada en 2001. Esta versión fue descrita por GameSpy como una «áspera reedición» del original F-Zero que contenía unas mejores y renovadas gráficas. F-Zero GX y F-Zero AX, lanzados en 2003 para la Nintendo GameCube y la Triforce respectivamente, fueron los primeros videojuegos que desarrollaron Nintendo y Sega en conjunto. GX es el primer título de F-Zero en incluir un modo historia en tanto que para AX GameSpot mencionó que fue el primer juego de la serie en «tener un digno lanzamiento para las arcadias». La entrega más reciente de la serie —F-Zero Climax— fue lanzada para Game Boy Advance en 2004 y es el primer título de F-Zero en incluir un editor de pistas, sin la necesidad de conectar algún otro accesorio o la implementación de alguna expansión.